# Waechtersbacher Keramik

Das Ysenburger Wappen findet sich als Blindstempel unter vielen Produkten des Steingutherstellers

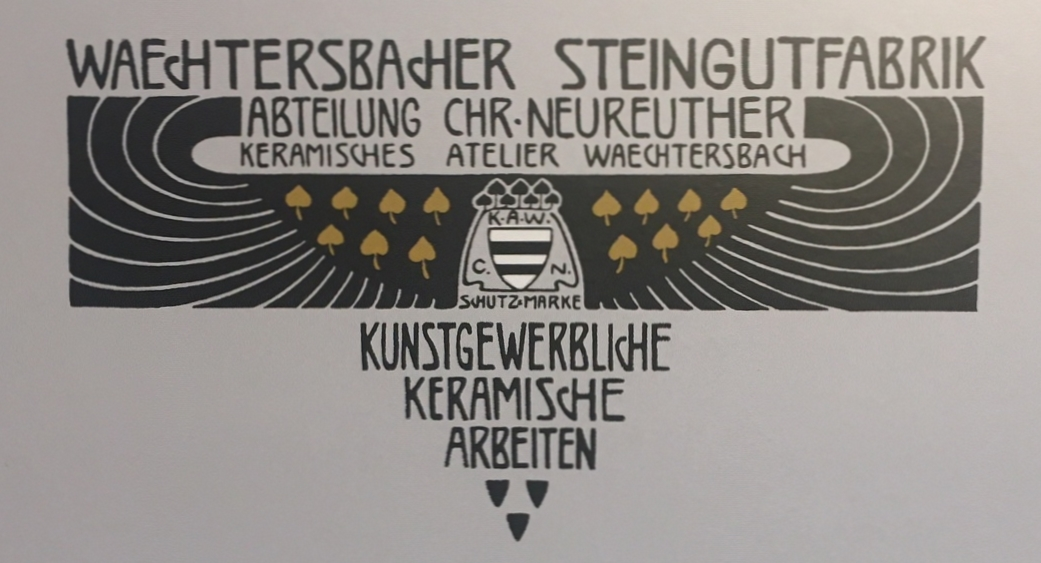
Logo des Keramischen Ateliers Waechtersbach von Christian Neureuther

Die Waechtersbacher Keramik war bis zum Jahr 2011 eine eigenständig produzierende Firma für Keramik. Sie wurde 1832 im hessischen Brachttal-Schlierbach in der Nähe der namensgebenden Stadt Wächtersbach gegründet. Zwischen dem Ende des 19. und der Mitte des 20. Jahrhunderts gehörte sie, sowohl was den Umfang der Produktion als auch deren gestalterische Qualität angeht, zu den bedeutendsten deutschen Herstellern von Waren aus Steingut. Aktuell ist WAECHTERSBACH GERMANY eine Marke der Könitz Porzellan GmbH in Unterwellenborn. Produziert wird derzeit in China, Thailand und Deutschland (Unterwellenborn-Könitz).

## Geschichte

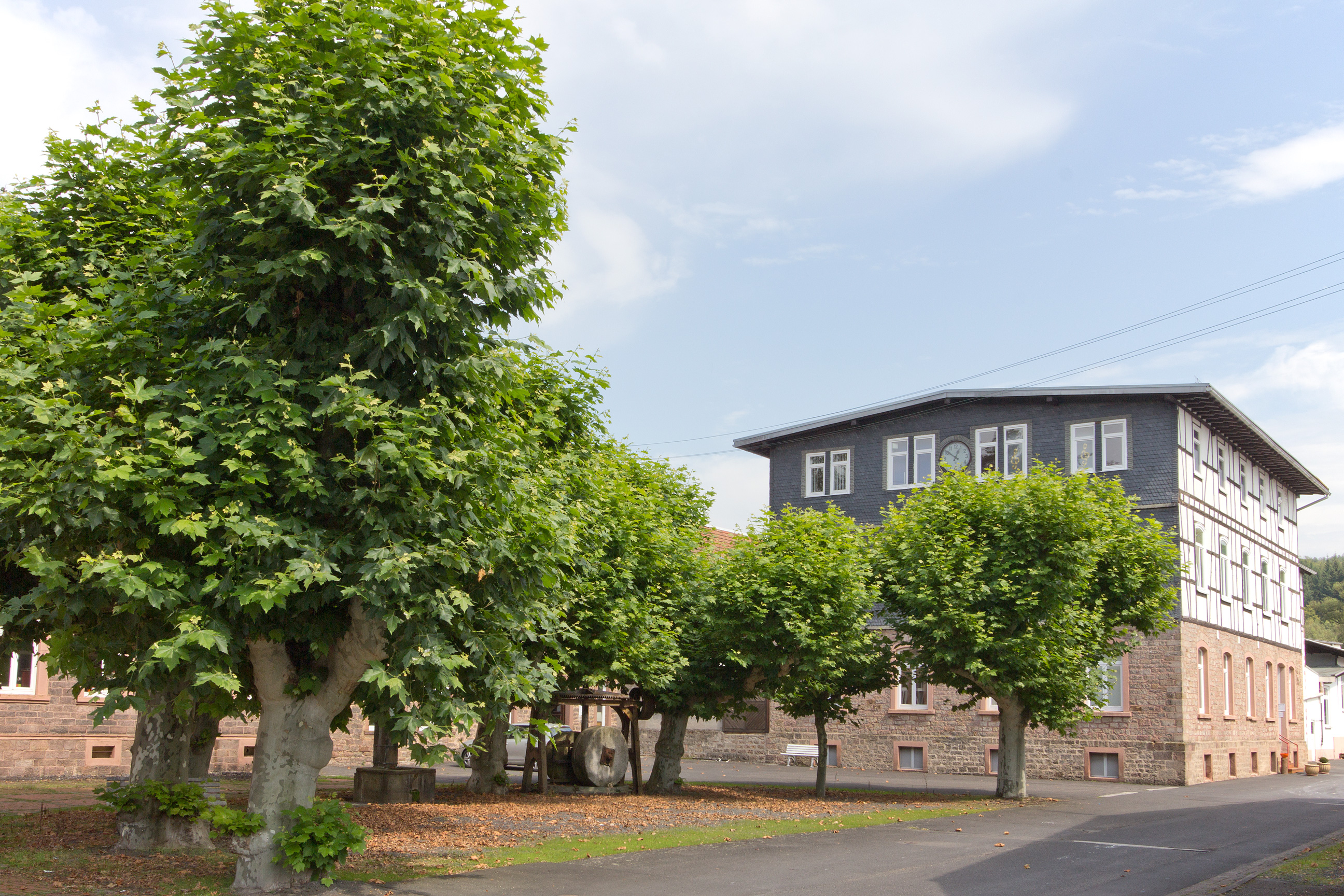
Verwaltungsgebäude

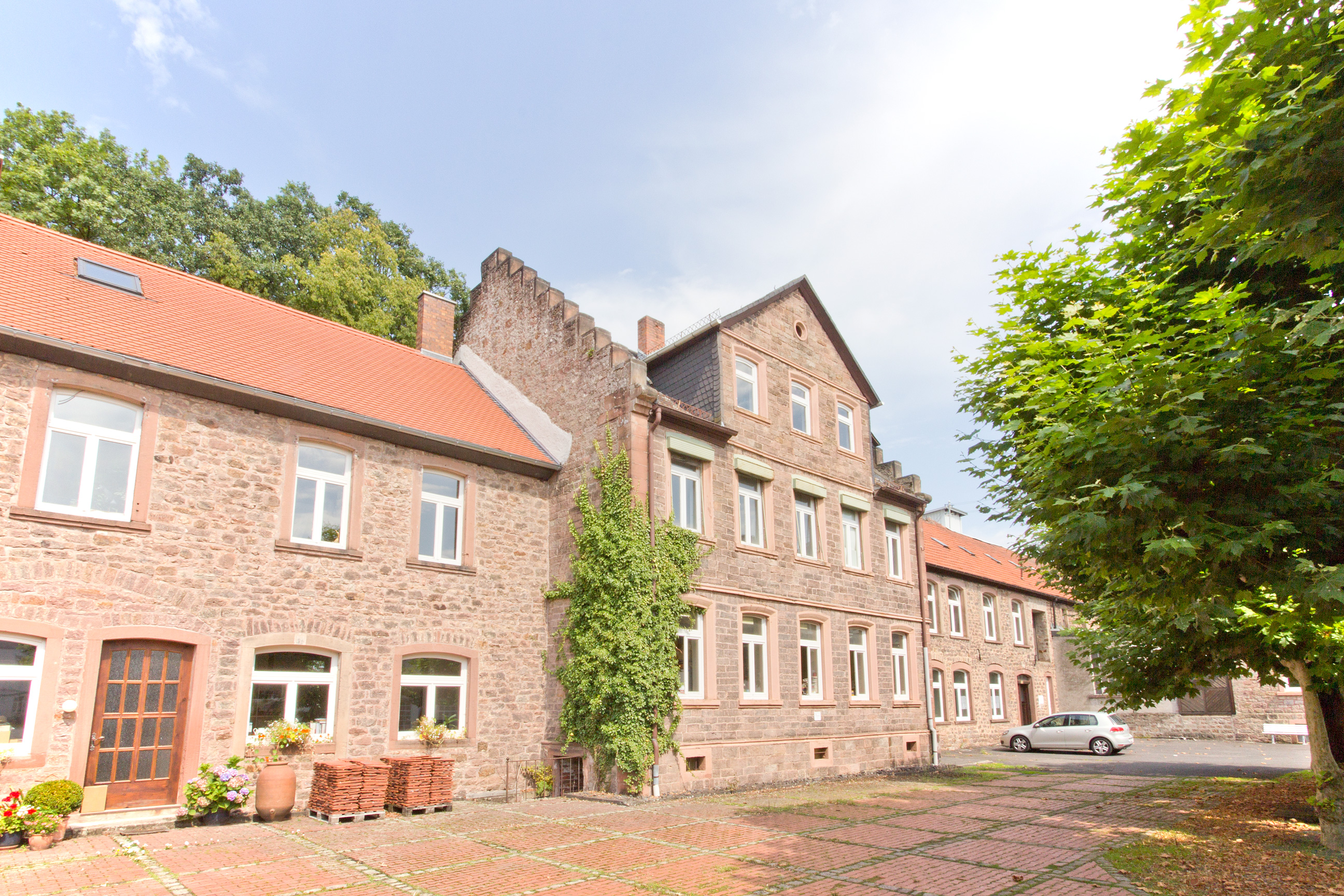
Weiteres Verwaltungsgebäude

### Tonfunde bei Wächtersbach
Im Jahre 1829 wurde im Ysenburg-Waechtersbachschen Forst, im Revier Leite, ein Vorkommen von weißem Ton entdeckt. Eine Untersuchung ergab, dass er „hervorragend geeignet zur Herstellung von Steingutfabrikaten“ war. Auch die weiteren zur Herstellung notwendigen Mineralien wie Kiesel, Kalktuff fanden sich in der näheren Umgebung. Auch der für Glasuren wichtige weiße Quarzsand wurde in bester Qualität im nahen Hellstein abgebaut.

### Firmenanfänge
So gründete am 8. Juni 1832 Graf Adolf zu Ysenburg und Büdingen in Wächtersbach, zusammen mit anderen Teilhabern, eine Steingutfabrik in Weilers, die Waechtersbacher Keramik. „Die Gesellschaft bestand aus 7 Teilhabern, von denen 5 in Wächtersbach und 2 in Schlierbach wohnten“. Es begann mit der Verpflichtung der Töpfer von Wittgenborn zum Anlegen der Tongruben für das junge Unternehmen.
Am 1. Oktober 1832 begann die Produktion in einer angemieteten Hofraite in Weilers. Die notwendigen Mahlarbeiten zur Verarbeitung der Mineralien wurden in der angemieteten Hesseldorfer Mühle erledigt. Nachdem am 7. Mai 1833 mit dem Erwerb der Schlierbacher Mühle an der Bracht eine eigene Mühle vorhanden war, wurde zum 1. Januar 1834 die Produktion nach Schlierbach verlegt und dort im Laufe der Jahre systematisch ausgebaut.
Da die Firma anfangs in Weilers und später in Schlierbach, aber niemals in Wächtersbach angesiedelt war, stellt sich die Frage nach dem Ursprung des Namens „Waechtersbacher Keramik“. Naheliegend ist zunächst die Zuordnung zum Namen ihres gräflichen Gründers Adolf II. von Ysenburg-Wächtersbach. Plausibel ist aber auch, dass mit der Wahl eines bekannten und renommierten Namens ein wertvolles Alleinstellungsmerkmal erzielt wird.
In den Anfangsjahren von 1832 bis etwa 1845 produzierte sie hauptsächlich einfaches, weißes Gebrauchsgeschirr. 1840 wurde das Kupfer-Umdruckverfahren zur künstlerischen Dekoration eingeführt, 1870 der Steinbuntdruck.

### Bahnanschluss und Personal

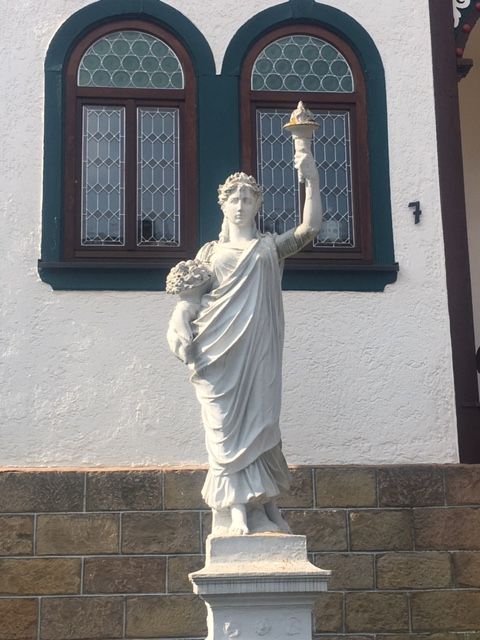
Fortuna, Glücksgöttin (C. Neureuther, um 1890), vor der Villa von Christian Neureuther

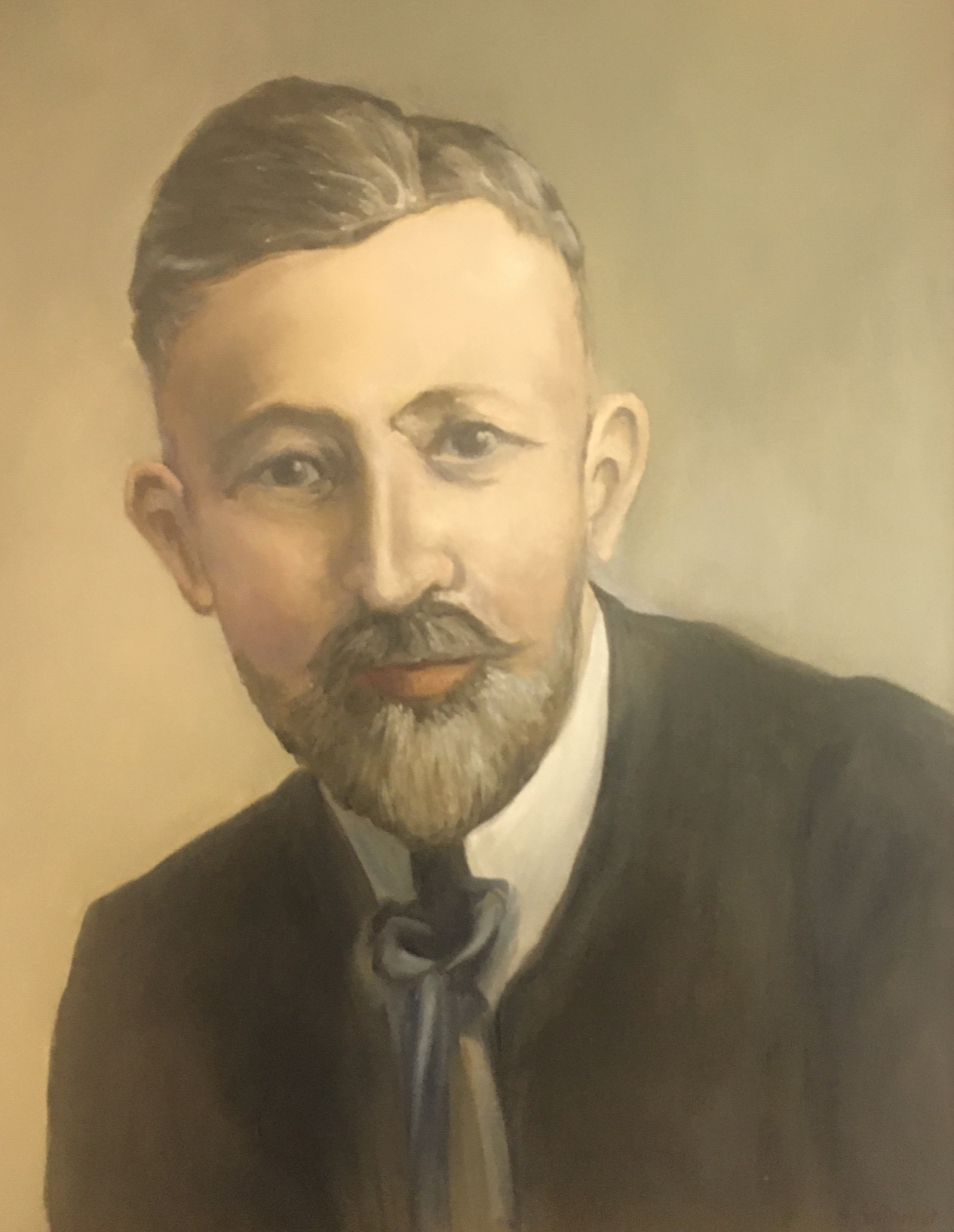
Christian Neureuther (1868–1929)

„1857 ging die Fabrik in den Besitz des Fürsten von Ysenburg-Wächtersbach über“, …. Im gleichen Jahr wurde auch „…die Bahnlinie von Hanau am Main nach Wächtersbach in Betrieb“ genommen. „Dadurch wurde der Versand der Waren und der Bezug von Rohmaterialien bedeutend erleichtert“.
Auch die Personalseite der jungen Firma entwickelte sich von Anfang an positiv. Dazu trug die prekäre Situation der Töpfer im nahen Wittgenborn bei, die nicht zuletzt im Wettbewerb ihrer Waren mit den Keramik-Produkten aus Schlierbach unterlegen waren. Sie nahmen daher gern die sich bietende neue Erwerbsquelle an. Gleichzeitig brachten sie wichtiges Fachwissen in die Firma ein. Bald wurde die Waechtersbacher Keramik „zum wichtigsten Arbeitgeber für viele Wittgenbörner Bürger“. Es entstand der „Schlierbacher Fabriksweg“, ein Fußweg zwischen Wittgenborn und Schlierbach für die zu Fabrikarbeitern gewordenen ehemaligen Töpfer. Auf diesem Wege brachten die Ehefrauen der „Fabriker“, wie die Mitarbeiter der „Keramik“ genannt wurden, jeden Mittag ihren Männern in Henkelgefäßen das Mittagessen. Am Waldrand oberhalb von Schlierbach hatten diese sich durch Aufstellen von Bänken einen „Picknickplatz“ eingerichtet.

### Jahre mit Dr. Carl Wilkens und Max Roesler
Die Jahre 1861–1874 unter der Leitung des Chemikers Dr. Carl Wilkens waren gekennzeichnet durch eine „stetige Modernisierung, zur Verbesserung und Erweiterung der Produktionskapazitäten des Werkes“. Sie führte, mit Arbeiten des Modelleurs Friedrich Adolph Peter die Waechtersbacher Keramik „auf internationales Parkett“, zur Weltausstellung in Wien und zu wirtschaftlichem Erfolg.
In die letzten Jahre der Tätigkeit von Wilkens fällt die Inbetriebnahme der Quellwasserleitung zur Versorgung der Stadt Frankfurt mit Trinkwasser 1873. Sie führte zu einer bedrohlichen Abnahme der Produktionskapazität wegen Wassermangels. 1874 gingen der Modelleur Peter und Direktor Wilkens nacheinander zu Villeroy & Boch nach Dresden.
Ab Sommer 1874 übernahm Max Roesler, in  der Nachfolge die technische und kaufmännische Leitung der Fabrik. Umfang und Qualität der Produktion steigerten sich bis zum Ende des 19. Jahrhunderts und erreichten, im Stil des Historismus ihren ersten Höhepunkt. Äußerst qualitätsvolle und technisch aufwendige Arbeiten belegen den hohen Standard in der Fabrikation, der von vielen Konkurrenten kopiert wurde. War die Waechtersbacher Keramik bis dato nur lokal vertreten, belieferte sie nun das gesamte Deutsche Reich.
Unter Roeslers Leitung steigerte sich die Zahl der Mitarbeiter von 220 auf knapp 500. Er förderte das künstlerische Talent einzelner Mitarbeiter und stellte mit Ernst Göbbel einen Zeichenlehrer in der Fabrik ein. Daneben schrieb er zahlreiche Artikel in keramischen Fachzeitschriften, ebenso wie in der Zeitung der Porzellanarbeitergewerkschaft.
Roesler kümmerte sich auch um die sozialen Belange seiner Mitarbeiter. So gründete er 1877 eine Fabriksparkasse, die den Arbeitern den Erwerb von Häusern ermöglichen sollte. Des Weiteren kam es zur Einrichtung einer Handarbeitsschule für junge Mädchen und eines Arbeitermusikvereins. Schon 1884 entstand ein Ältestenkollegium für Disziplinarangelegenheiten und 1888 eine Betriebszeitung, der Schlierbacher Fabrikbote. In der Fabrik baute er ein „Portierhaus mit Schulraum sowie Kantine, mit Saal und Turnraum“.
1885 setzte Max Roesler durch, dass Schloss Eisenhammer als Sägewerk eingerichtet wurde. Zunächst wurden hier nur Holzkisten zum Verpacken von Steingutprodukten hergestellt, dann auch Holzspielsachen. „Bald kamen kombinierte Produkte aus Holz und Keramik, Kleinmöbel, ganze Küchen und Schlafzimmer hinzu“. Die Entwürfe der Spielsachen stammten von dem Münchener Kunstgewerbler Franz (Jakob) Ringer (1865–1917). Die Zusammenarbeit mit Ringer, die zunächst zu hölzernen Spielsachen führte, setzte sich über lange Zeit, weit über die Roesler-Epoche hinweg fort. Später wurden in Schlierbach nach seinen Entwürfen auf Ständern drehbare Vogelhäuschen, mit bunten Keramik-Vögeln, aber auch sogenannte „Bonbonnieren“ in rechteckiger, runder und in Herzform gefertigt. Diese besaßen Deckel, die bunte Lebkuchen darstellten. „Noch im Warenkatalog 1936 von der Steingutfabrik“ finden sich diese Produkte.
1890 verließ Max Roesler die Fabrik im Streit, weil ihm vom Fürsten Bruno zu Ysenburg und Büdingen eine Beteiligung am Unternehmen verweigert wurde. Wenige Jahre später, 1894, gründete er die Max Roesler Feinsteingutfabrik in Rodach.

### Die Aera Neureuther
Am 1. April 1901 wurde Christian Neureuther die Gründung des Keramischen Ateliers Wächtersbach mit Zustimmung der Fabrikleitung der Wächtersbacher Steingutfabrik gestattet. Erst 1903 gelang es auf Betreiben des Direktors Dr. Ehrlich bei Fürst Ferdinand Maximilian III. von Ysenburg-Wächtersbach, innerhalb der Wächtersbacher Steingutfabrik eine selbstständige Kunstkeramische Abteilung unter Christian Neureuther anzugliedern.
Ab dem Jahr 1900 beteiligte sich die Wächtersbacher Steingutfabrik mit Neureuther an den Ausführungen einiger keramischer Entwürfe, die von Joseph Maria Olbrich und Hans Christiansen herrührten und für die erste Darmstädter Ausstellung – Ein Dokument Deutscher Kunst – bestimmt waren. Die Fabrik erhielt hierfür die Plakette Darmstadt 1901. Für die zweite Ausstellung der Darmstädter Künstlerkolonie im Jahre 1904 wurden mehrere Vasen nach Entwürfen von Paul Haustein umgesetzt. In etwa ab 1906 kam es zur Zusammenarbeit mit Albin Müller, dem damals neuen Mitglied der Darmstädter Künstlerkolonie. Ebenso entwarfen der Spätromantiker Johann Georg Mohr und Joseph Kaspar Correggio für die Waechtersbacher Steingutfabrik.
In dieser Zeit fertigte die Waechtersbacher Keramik auch nach Entwürfen externer Künstler. Hierzu zählt z. B. ein Mokkaservice von Jutta Sika, einer Künstlerin der Wiener Werkstätte und ehemaligen Schülerin von Kolo Moser. Das Service wurde von Josef Böck in Wien vertrieben. Diese Arbeit wirkte wegweisend zurück auf die eigene Waechtersbacher Produktion, etwa in Neureuthers Mokkaservice Dejeuner, mit seiner spektakulären Dreiecksgrundform; Die Teile dieses Service tragen als erste im Firmenbuch der Wächtersbacher Steingutfabrik den Zusatz „C.N.“ (für Christian Neureuther). Der hochkreative Künstler, er schuf über lange Zeiträume hinweg bis zu 11 Dekore pro Tag, blieb bis zu seinem Tode, 1921, mit der Wächtersbacher Steingutfabrik verbunden.

### Der große Streik 1903/1904 in der Keramikfabrik
Der „große Streik“ war eines der einschneidendsten Ereignisse in der Geschichte der Waechtersbacher Keramik und der Gemeinde Schlierbach, das auch überregional ausstrahlte. Besonders davon betroffen waren alle Nachbargemeinden, aus denen Mitarbeiter der Keramik kamen. Allein schon die Dauer des Streiks war mit gut 8 Monaten außergewöhnlich.
Als Max Ehrlich im Juli 1902 die Direktion der Waechtersbacher Keramik übernahm, war die allgemeine wirtschaftliche Lage ungünstig. Die Firma selbst litt unter Überbeschäftigung und die Anlagen waren veraltet. Eine im März 1903 verfügte Lohnkürzung beantworteten die Arbeiter mit einer Streikdrohung. Wegen Arbeitsmangels wurden im weiteren Verlauf die Former, ein Teil der Facharbeiter, unter ihrer Qualifikation und zu geringerem Lohn zu Hofarbeiten verpflichtet. Daraufhin erklärten die betroffenen 65 Former, ab 13. Juli 1903 nicht mehr als Hofarbeiter zu arbeiten, und schlugen vor, den Arbeitsmangel durch eine Reduzierung der Arbeitszeit für alle Mitarbeiter zu überbrücken. Es folgten 12 Entlassungen, begründet mit Umbaumaßnahmen in der Maschinenformerei. Ein in dieser Situation eingeleiteter Vermittlungsversuch zwischen einer Arbeiterkommission, dem Fürsten Friedrich Wilhelm von Ysenburg-Büdingen zu Wächtersbach als Eigentümer und Direktor Ehrlich scheiterte. Georg Wollmann, Vorsitzender des Berliner Porzellanarbeiterverbandes, besänftigte die Mitarbeiter, um einen Streik zu vermeiden und damit die Kasse des Verbandes zu schonen, die durch mehrere, gleichzeitig laufende Streiks angespannt war. Ende September kündigten 229 Verbandsmitglieder zum 10. Oktober 1903. Jetzt wurde auch der Landrat Albert Heinrich von Gröning in die Vermittlung eingeschaltet. Ein Schiedsgericht kam zustande, aber keine Einigung. Werksdirektor Ehrlich „tat alles, um eine Verständigung zu verhindern“. Sein Ziel war „den Arbeiterverband zu Grunde zu richten“ und aus dem Betrieb herauszudrängen.
So begann am 19. Oktober 1903 um 12 Uhr der Ausstand. Von 456 Arbeitern und 46 „Beamten“ (Angestellten) traten 305 in den Streik. Eine der ersten Maßnahmen der Firmenleitung gegen die Streikenden, die eine erhebliche Wirkung hatte, war die Kündigung ihrer Mitgliedschaft in der Pensionskasse sowie der Hypotheken bei der Fabriksparkasse. Pfarrer Römheld und anderen gelang es, die sofort fälligen 90.000 Mark für die 60 betroffenen Schuldner aufzubringen.
Es folgten acht Monate erfolgloser Initiativen von vielen Seiten und seitens der Firmenleitung eine intensive Anwerbung von Mitarbeitern sowie eine Presseschlacht gegen die Streikenden und deren Zahlstelle. Arbeitsräume wurden mit Militärbetten bestückt, um Arbeitswillige zu beherbergen, und sechs Gendarmen in der Fabrik stationiert. Ein Sonderzug nach Orb wurde eingerichtet, um weitere Quartiere für Arbeitswillige zu erschließen. Auch persönliche Auseinandersetzungen zwischen Arbeitswilligen und Streikenden blieben nicht aus. Das soziale Klima in Schlierbach litt erheblich.
Schließlich teilte der Zahlstellenvorsitzende am 25. Juni 1904 Direktor Ehrlich mit, dass die Streikenden beschlossen hätten, den Ausstand zu beenden. Es war eine Kapitulation zu Bedingungen der Firmenleitung. Nur eine Minderheit der Streikenden konnte wieder ihre Arbeit aufnehmen, 190 weitere mussten sich nach einem neuen Arbeitsplatz umsehen. Einige verloren ihr Haus oder mussten auswandern. Die Zahlstelle wurde aufgelöst.
Eine aus der Streiksituation resultierende Idee wurde noch im September 1904 realisiert: Zwölf Männer gründeten die genossenschaftliche „Porzellan- und Steingutmanufaktur Schlierbach“. Diese Manufaktur konnte jedoch angesichts der übermächtigen Konkurrenz der Waechtersbacher Keramik mit ihren 573 Mitarbeitern nur bis Juli 1905 bestehen. Die wenigen erhaltenen Stücke aus dieser Werkstatt haben heute besonderen Wert.

### Neureuthers Nachfolgerinnen und weitere Künstler

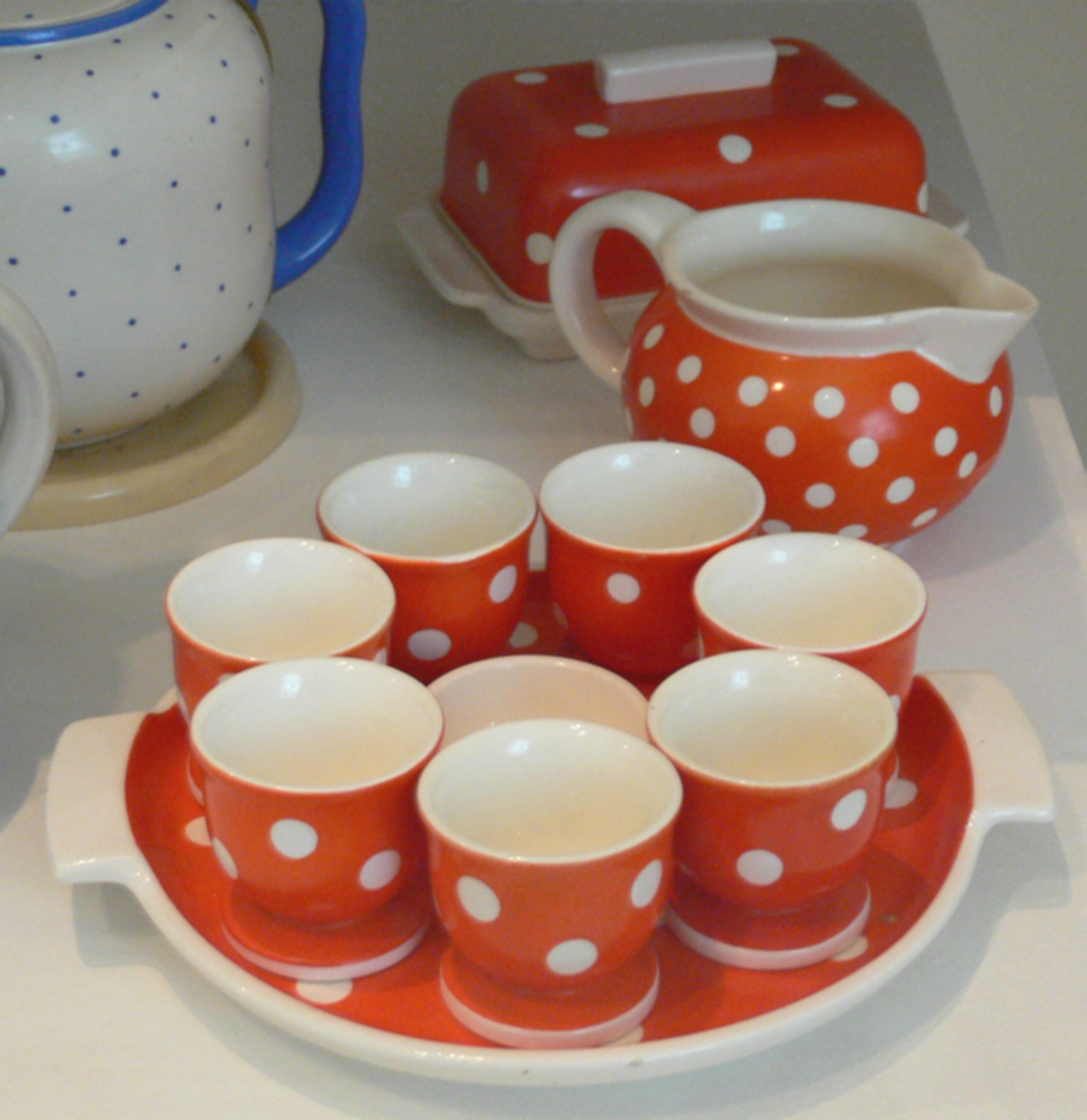
Haarlem mit Dekor 2873 (später als Polka oder Dots & Co vertrieben): Eierbecher mit Tablett, Steingut lasiert, Waechtersbach, 1930er Jahre. Entwurf: Ursula Fesca. Inventar-Nr. VK 1989/343-1-9, Landesmuseum Württemberg, Museum der Alltagskultur in Württemberg

Durch den enormen Erfolg und die wegweisenden Entwürfe Neureuthers konnte das Unternehmen Konkurrenten wie Villeroy&Boch weit hinter sich lassen. Nach dem Tode Neureuthers 1921 wurde die Kunstabteilung von Eduard Schweitzer übernommen und noch fortgeführt. Eduard Schweitzer und später Ursula Fesca, „standen später für Art Deco, die Neue Sachlichkeit oder Bauhaus“. Bereits 1929 wurde die Kunstabteilung wieder geschlossen. Trotzdem konnte man in den 1930er Jahren mit der früher für die Wiener Werkstätte arbeitenden Dina Kuhn und mit der Brandenburgerin Ursula Fesca zwei weitere renommierte Entwerferinnen verpflichten. Fesca setzte sehr früh Bauhaus-Ideen um und entwarf Serien, die dem allgemeinen Zeitgeschmack so weit voraus waren, dass sie erst nach dem Zweiten Weltkrieg produziert wurden. Wegen Krankheit verließ Fesca von 1939 bis 1945 die Fabrik. Dadurch und wegen rigider Produktionsbeschränkungen setzte ein Niedergang ein, was Kapazität, Qualität und Innovation betrifft.
Eine Reihe weiterer Künstler ging aus betrieblichen Ausbildung zum Keramikmaler hervor. Unter ihnen Hans Horstmann (* 1922) und Alfred Höhn (* 1920). Hans Horstmann „malte Kacheln und Ornamente für Gebrauchsgegenstände, wie Vasen, Teller und Kannen. Aber auch große Schalen und Fruchtteller, wobeidie Palette der Motive von Blumen bis zu Segelbooten reichte.“ Horstmann arbeitete auch mit Ursula Fesca zusammen. Höhn malte Landschaften, Blumen und Ortsansichten, auf Leinwand und Holz. In der Technik bevorzugte er Öl, Kohle und Aquarell. Von ihm stammt auch das Logo des Karnevalsvereins „Dippegucker“, der „Dipperich“.

### Gute Jahre
Nach dem Zweiten Weltkrieg konnte die Produktion mit Frau Fesca wieder aufgenommen werden und Waechtersbach entwickelte sich zum größten Keramikhersteller Deutschlands. Seit den 1960er-Jahren exportiert das Unternehmen seine Erzeugnisse auch nach Amerika. Waechtersbach Keramik hat in den letzten Jahren das Interesse von Kunstsammlern gefunden und ist zu einem Gegenstand des Antiquitätenhandels geworden.

### Jüngste Firmengeschichte
Am 21. Januar 2005 wurde die Fabrik nach 173 Jahren in Familienbesitz an die BEFI GmbH in Wain bei Laupheim verkauft. Über das Vermögen der Gesellschaft ist mit Beschluss des Amtsgerichts Hanau vom 1. Januar 2006 das Insolvenzverfahren eröffnet worden. „Unter schwierigen wirtschaftlichen Rahmenbedingungen konnte das Unternehmen daran anschließend fortgeführt werden“, heißt es in einer Presseerklärung.
Am 28. Juni 2006 teilten Geschäftsführer Klaus-D. Michels und Rechtsanwalt Göran Berger mit, dass die im Insolvenzverfahren stehende Gesellschaft die Produktion im Juli 2006 ruhen lassen und die Mitarbeiter zum 1. Juli 2006 für einen Monat freistellen will. Mitte September 2006 wurde die Produktion in Schlierbach nach fast drei Monaten Unterbrechung wieder angefahren. Die Waechtersbacher Keramik wurde von Turpin Rosenthal, einem ehemaligen Ikea-Manager, im September 2006 übernommen, in mehrere Einzelfirmen aufgeteilt und als Tochterunternehmen der Könitz Porzellan GmbH geführt.
Eine dieser Einzelfirmen war die Keramische Fertigungsstätte Brachttal GmbH (KFB). Im September 2011 meldete sie Insolvenz an. Das Werk in Brachttal-Schlierbach wurde in diesem Zusammenhang geschlossen. Am 30. Mai 2012 wurde nahezu das gesamte Inventar der Firma im Auftrag des Insolvenzverwalters Franz-Ludwig Danko und Turpin Rosenthals Firma Könitz Porzellan durch die Firma Perlick Industrieauktionen versteigert. 2013 eröffnete Turpin Rosenthal mit verbliebenen Mitarbeitern am Standort Schlierbach eine Schauproduktion. Im Sommer 2018 kaufte der Main-Kinzig-Kreis das Firmenarchiv der „Waechtersbacher Keramik“ aus dem Besitz der Könitz-Gruppe. Es umfasst neben dem Papierarchiv mit Skizzen- und Dekorbüchern unter anderem 3000 Kupfer- und Metalldruckplatten sowie die Keramiksammlung der ehemaligen Produktion. Im Jahre 2019 kam es infolge eines ausbleibenden Auftrags zu weiteren Entlassungen.

## Sammlungen
Nennenswerte Bestände an historischer Waechtersbacher Keramik sind in folgenden Museen zu finden:
- Hessisches Landesmuseum Kassel,
- Hessisches Landesmuseum Darmstadt,
- Vonderau Museum, Fulda,
- Museum Angewandte Kunst, Frankfurt am Main,
- Schlossmuseum Jever,
- Lindenhof-Museum, Brachttal-Streitberg,[23]
- Brachttal-Museum, Brachttal-Spielberg,
- Heimatmuseum Wächtersbach.